# DivX, Inc.
DivX, Inc (antes DivXNetworks, Inc), con sede en San Diego, California, es la empresa autora del popular códec MPEG-4, DivX. Este códec ha sido descargado más de 240 millones de veces desde enero de 2003. El campo de acción de DivX, Inc. se ha ampliado y también producen software para la visualización y autoría de vídeo en DivX. DivX, Inc. certifica dispositivos electrónicos de consumo que son capaces de reproducir y grabar vídeo compatibles con DivX. La compañía también operó un sitio web conocido como Stage6 donde la comunidad digital podía cargar y ver vídeos en alta definición codificados con DivX. DivX, Inc. cotiza en la bolsa de valores NASDAQ desde septiembre de 2006.